# WBSCアジア
WBSCアジア（英語: WBSC Asia）は、アジアにおける各国の野球・ソフトボール協会を統括する、世界野球ソフトボール連盟（WBSC）傘下の大陸連盟。

## 概要
野球については傘下団体のアジア野球連盟（英語: Baseball Federation of Asia、略称: BFA）が、ソフトボールについてはソフトボール・アジア（英語: Softball Asia、略称: SA）が、それぞれ運営している。

### アジア野球連盟
1954年5月7日、日本・韓国・台湾・フィリピンの4ヵ国（および地域）によりアジア野球連盟が創設。同年12月にはフィリピンのマニラで第1回アジア選手権を開催した。1975年のアジア選手権の後、アジア野球連盟は8年間活動を休止することになるが、1983年のアジア選手権から活動を再開させた。

### ソフトボール・アジア
前身のASAアジア（Amateur Softball Association of Asia、略称: ASA-Asia）は、日本・韓国・チャイニーズタイペイ・香港・フィリピン・マレーシア・シンガポールという7つの国・地域で結成された。当初はアジア選手権（女子・男子）などを開催していたが、その後は活動が不安定な時期が続いた。1990年5月3日、元のメンバーに中国・北朝鮮・インドネシア・タイを加えた11の国・地域によって、改めてASAアジアとして正式に設立された。
2002年、プロ化への対応など社会情勢の変化を受けて、ASAアジアはアジアソフトボール連盟（Softball Confederation Asia、略称: SCA）として刷新された。2013年の国際野球連盟（IBAF）と国際ソフトボール連盟（ISF）の統合による世界野球ソフトボール連盟（WBSC）発足後は、アジアソフトボール連盟はWBSCとの協調を強め、2018年にソフトボール・アジアに改組された。

## 主な主催・協賛大会

### 野球
- アジア野球選手権大会（BFA Asian Baseball Championship）
- 東アジアカップ（East Asian Baseball Cup）
- 西アジアカップ（West Asian Baseball Cup）
- アジア都市対抗野球大会（Asian City Baseball Tournament）
- U-18アジア選手権大会（Asian 18U Baseball Championship）
- U-15アジア野球選手権大会（Asian 15U Baseball Championship）
- 12Uアジア野球選手権大会（Asian 12U Baseball Championship）
- 女子野球アジアカップ（Women's Baseball Asian Cup）

### ソフトボール
- 女子ソフトボールアジアカップ（Women's Softball Asia Cup）
- 男子ソフトボールアジアカップ（Men's Softball Asia Cup）

## 加盟国・地域
2023年12月現在
| 国・地域             | コード | 野球 | SB | 備考 |
| -------------------- | ------ | ---- | -- | ---- |
| アフガニスタン       | AFG    | ●    | － |      |
| バングラデシュ       | BAN    | ●    | ●  |      |
| ブータン             | BHU    | ●    | ●  |      |
| ブルネイ             | BRU    | ●    | ●  |      |
| カンボジア           | CAM    | ●    | ●  |      |
| 中国                 | CHN    | ●    | ●  |      |
| 香港                 | HKG    | ●    | ●  |      |
| インドネシア         | INA    | ●    | ●  |      |
| インド               | IND    | ●    | ●  |      |
| イラン               | IRI    | ●    | ●  |      |
| イラク               | IRQ    | ●    | ●  |      |
| ヨルダン             | JOR    | －   | ●  |      |
| 日本                 | JPN    | ●    | ●  |      |
| 韓国                 | KOR    | ●    | ●  |      |
| サウジアラビア       | KSA    | ●    | ●  |      |
| ラオス               | LAO    | ●    | ●  |      |
| マレーシア           | MAS    | ●    | ●  |      |
| モンゴル             | MGL    | ●    | ●  |      |
| ミャンマー           | MYA    | ●    | － |      |
| ネパール             | NEP    | ●    | ●  |      |
| パキスタン           | PAK    | ●    | ●  |      |
| フィリピン           | PHI    | ●    | ●  |      |
| パレスチナ           | PLE    | ●    | ●  |      |
| 北朝鮮               | PRK    | ●    | ●  |      |
| シンガポール         | SGP    | ●    | ●  |      |
| スリランカ           | SRI    | ●    | － |      |
| シリア               | SYR    | ●    | ●  |      |
| タイ                 | THA    | ●    | ●  |      |
| チャイニーズタイペイ | TPE    | ●    | ●  |      |
| ベトナム             | VIE    | ●    | ●  |      |